# Москвич-400
Москви́ч-400 — советский автомобиль I группы малого класса, выпускавшийся на Заводе малолитражных автомобилей в Москве («ЗМА», впоследствии — «МЗМА») с декабря 1946 по 1954 год. Первый массовый легковой автомобиль, продававшийся в СССР для индивидуального использования — вместо ранее запланированного его аналога КИМ-10/10-52.
По конструкции был идентичен автомобилю Opel Kadett K38, выпускавшемуся в 1937—1940 годах в Германии предприятием Adam Opel A.G., принадлежащим американскому концерну General Motors. Согласно одним источникам, устройство было воссоздано после войны на основе сохранившихся экземпляров, так как оригинальная техническая документация не сохранилась, согласно другим, в частности, Долматовскому — по репарациям были получены и чертежи, и оборудование.
Москви́ч-401 — усовершенствованная версия с увеличенной мощностью двигателя и изменённой трансмиссией, выпускавшаяся с 1954 по 1956 год. В общей сложности за 10 лет было выпущено 216 006 седанов и 17 742 кабриолетов. Розничная отпускная цена «Москвича-400» составляла 8000 рублей, «Москвича-401» — 9000 рублей.

## Предыстория
Массовое производство легковых автомобилей в СССР началось в 1930 годы с моделей среднего и большого литража, выпускавшихся Горьковским автозаводом и московским Заводом имени Сталина. ГАЗ, впрочем, был загружен производством грузовых автомобилей до 70 %, а АМО-ЗИС производил их и вовсе по остаточному принципу. Легковые автомобили ГАЗ-М-1 (четырёх-), ГАЗ-11 (шести-) и ЗИС-101 (восьмицилиндровый) — сравнительно крупные, с достаточно мощными двигателями большого рабочего объёма. Они широко использовались в народном хозяйстве страны, в такси, службе скорой помощи (в том числе ЗИСы), их получали по распределению или приобретали различные государственные и общественные организации, но в широкой розничной продаже они никогда не находились.
Немногочисленные автовладельцы-«частники» тех лет приобретали новые автомобили через общество содействия автомобилизации «Автодор» (коллективно), профсоюзные организации, списанные из государственных и общественных организаций — через комиссионные магазины. Правом покупки автомобиля премировали передовиков производства. Некоторое количество автомобилей было также импортировано частными лицами из-за рубежа и получено гражданами в виде ценных подарков за разного рода заслуги или, например, в качестве выигрыша в государственной лотерее, — во всяком случае, в качестве одного из призов значился даже роскошный представительский ЗИС-101. Но в целом какой-либо особо заметной роли в транспортной системе страны автомобиль «индивидуального пользования» ещё не играл. Так или иначе, к концу 1930-х годов, на фоне развернувшейся к тому времени массовой автомобилизации в странах Запада, руководство страны стало понимать, что один лишь общественный транспорт не сможет полноценно обеспечивать потребности общества. Кроме того, личный автомобиль рассматривался в качестве хорошего средства мотивации и поощрения, а также подготовки квалифицированных кадров водителей для народного хозяйства и вооружённых сил на случай войны.
Так возник интерес к созданию сравнительно доступного и недорогого в производстве «малолитражного» автомобиля, который был бы предназначен преимущественно для продажи населению в личное пользование, что совпало с накоплением к тому времени в советской промышленности необходимого для массового производства такого рода автомобилей потенциала (более ранние проекты «малолитражек», такие, как НАМИ-1 и НАТИ-2, не могли быть реализованы как раз ввиду отсутствия в те годы необходимых производственных мощностей и опыта крупносерийного выпуска автотранспорта). Основные характеристики будущего автомобиля были утверждены Постановлением экономического совета при Совнаркоме СССР от 5 марта 1939 года. Ещё в предвоенные годы на московском заводе имени Коммунистического Интернационала молодёжи (КИМ) с участием специалистов НАМИ и ГАЗ была разработана «малолитражка» КИМ-10. Главным прообразом для неё выступила недорогая, но достаточно современная и технологичная в массовом производстве британская модель Ford Prefect, имевшая много общих конструктивных элементов с уже освоенными на Горьковского заводе американскими «Фордами». Дизайн, бывший вполне современным для малолитражки 1940 года, был создан горьковским дизайнером Валентином Бродским. В 1940 году началось малосерийное производство КИМ-10-50 (двухдверный седан) и КИМ-10-51 (двухдверный кабриолет, по иной терминологии — фаэтон). Параллельно был разработан КИМ-10-52 — вариант с кузовом «четырёхдверный седан», более практичный в советских условиях, который серийно не выпускался. Было выпущено всего около 450 экземпляров всех вариантов КИМ-10. Поступившая в мае в продажу партия была раскуплена к началу войны (по другим данным, автомобиль никогда официально не поступал в продажу). В октябре 1941 года завод им. КИМ был эвакуирован на Урал. Впоследствии, в ходе 
Битвы за Москву и эвакуации, многие элементы производственной оснастки и документации для выпуска малолитражки были утрачены, поэтому после войны её выпуск возобновлён не был.

## История создания
Во время и после Второй мировой войны в СССР в массовых количествах — порядка 50 тысяч штук — попали трофейные легковые автомобили, преимущественно немецкого производства, многие из которых так или иначе оказались в руках индивидуальных владельцев. Начались и репарационные поставки новых автомобилей, собранных в советской зоне оккупации — в первую очередь моделей BMW 321 и BMW 340, выпуск которых был налажен на предприятии «Автовело» (бывший завод BMW) в Айзенахе; впоследствии они были переименованы в EMW во избежание конфликтов с фирмой BMW по поводу использования её торгового обозначения. Эти машины поступали в свободную продажу в Москве и других крупных городах Союза, немало их дошло до нашего времени. Таким образом, появление массовых количеств автомобилей личного пользования стало в послевоенные годы стихийно свершившимся фактом.
Тем не менее, трофейный автопарк в условиях плохих дорог, отсутствия запчастей и квалифицированного ремонта быстро изнашивался. Появилась настоятельная необходимость налаживания массового производства своего, советского автомобиля, предназначенного для продажи в индивидуальное пользование и по своей конструкции наиболее пригодного для эксплуатации в советских дорожных условиях. Довоенный КИМ-10 по состоянию на 1945 год по многим деталям своей конструкции мог быть охарактеризован как безнадёжно устаревший, кроме того, как уже указывалось, в ходе войны и эвакуации оборудование для его производства было в значительной степени утрачено или уничтожено. В условиях наличия доступа к производственной документации и оснастке для выпуска целого ряда моделей немецких малолитражек, имевших высокий технический уровень и ставших за годы войны привычными советским механикам и водителям, возобновлять его выпуск посчитали нерациональным. Хотя уцелевший экземпляр четырёхдверного КИМ-10-52 демонстрировался в Кремле наряду с потенциальными иностранными прототипами для послевоенной малолитражной модели, шансов на возвращение в серийное производство у него уже практически не было.
Что касается иностранных моделей, то из них было рассмотрено несколько вариантов, в частности — для выпуска в СССР предлагалась широко распространённая в довоенной Германии и послевоенном СССР модель DKW F8, простая по конструкции, недорогая в производстве и очень ремонтопригодная, с деревянным каркасом и фанерно-металлическим кузовом (в СССР аббревиатуру ДКВ шутливо расшифровывали как «дерево-картон-вата» или «дурак-кто-выдумал») на лёгкой несущей раме и с двухтактным мотором мотоциклетного типа. Взяли верх, однако, опасения по поводу низкой практичности и долговечности деревянного каркаса кузова в климатических условиях большей части территории СССР. Кроме того, все ДКВ имели передний привод с расположением двигателя внутри колёсной базы, что при маломощном моторе означало недостаточные способность к преодолению крутых подъёмов, особенно зимой в гололёд, и проходимость, довольно тесные двухдверные кузова и технически несовершенный, сравнительно неэкономичный двухтактный двигатель недостаточной даже по меркам тех лет мощности. Впоследствии производство DKW F8 было возобновлено в Восточной Германии, параллельно с освоением модернизированной модели F9. Модернизация этой линии автомобилей привела к появлению на свет знаменитого «Трабанта» и несколько менее известного за пределами бывшей ГДР «Вартбурга».
В отношении же прототипа для первой советской послевоенном малолитражки выбор в конечном итоге пал на модель Opel Kadett K38 — сравнительно «свежую», находившуюся в производстве с 1937 года, хорошо отработанную для массового крупносерийного выпуска, на практике доказавшую свою высокую пригодность для советских дорог, имевшую достаточно крепкий несущий цельнометаллический кузов и сравнительно мощный (1074 см³, 23 л. с.) четырёхтактный двигатель и по общему типу весьма близкую к довоенному КИМ-10-52. По сути «Кадет» представлял собой разработанное германскими инженерами воплощение требований к советской малолитражке, заложенных в постановлении СНК от 1939 года.
Как модель «Кадет» выпускался с ноября 1936 года (заводское обозначение модели — 11234), с модернизацией в конце 1937 года, выразившийся внешне в появлении новой полукруглой маски радиатора вместо более ранней плоской и других мелких отличиях, после чего автомобиль получил обозначение К38. Для тех лет это была довольно совершенная технически, долговечная и комфортабельная машина. Существовали варианты с различными типами кузова: двух- и четырёхдверный седаны (в соответствии с оригинальной германской терминологией — «лимузины») и двухдверный кабриолимузин, имевший тентовую крышу при сохранении жёстких металлических проёмов дверей и рамок боковых стёкол. В небольших количествах выпускались также двухдверные двухместные спортивные родстеры на агрегатах «Кадета» К38 с кузовами, поставлявшимися сторонними фирмами.
Наряду с базовой моделью К38 выпускались также её более дешёвый, упрощённый вариант — KJ38 (J — Junior, «младший»), отличавшаяся главным образом зависимой передней подвеской, отдельной от кузова рамой, отсутствием заднего бампера и упрощённой отделкой, и Opel Olympia — напротив, более совершенная модель, оснащённая более современным верхнеклапанным (OHV) мотором рабочим объёмом 1488 см³ и мощностью 37 л. с., но всё с тем же кузовом, за исключением капота, который был аллигаторного типа, открывающийся вперёд — вместо открывавшегося набок двустворчатого у «Кадета». Таким образом, Kadett К38 среди маленьких «Опелей» своих лет представлял собой модель среднего уровня и ценового диапазона.
Именно Opel Kadett K38 и был выбран для выпуска в СССР, причём в одном из самых дорогих и потому достаточно редком варианте исполнения — четырёхдверном и с независимой передней подвеской; в ряде источников указывается со ссылкой на Постановление ГКО № 9905 от 26 августа 1945 года «О постановке на производство на МЗМА автомобиля Опель-Кадет К-38 в его существующем виде», что выбор этой модификации был осуществлён лично Иосифом Сталиным, которого данная модель заинтересовала ещё до войны, им же был внесён запрет на внесение каких-либо изменений в конструкцию до её постановки в производство..

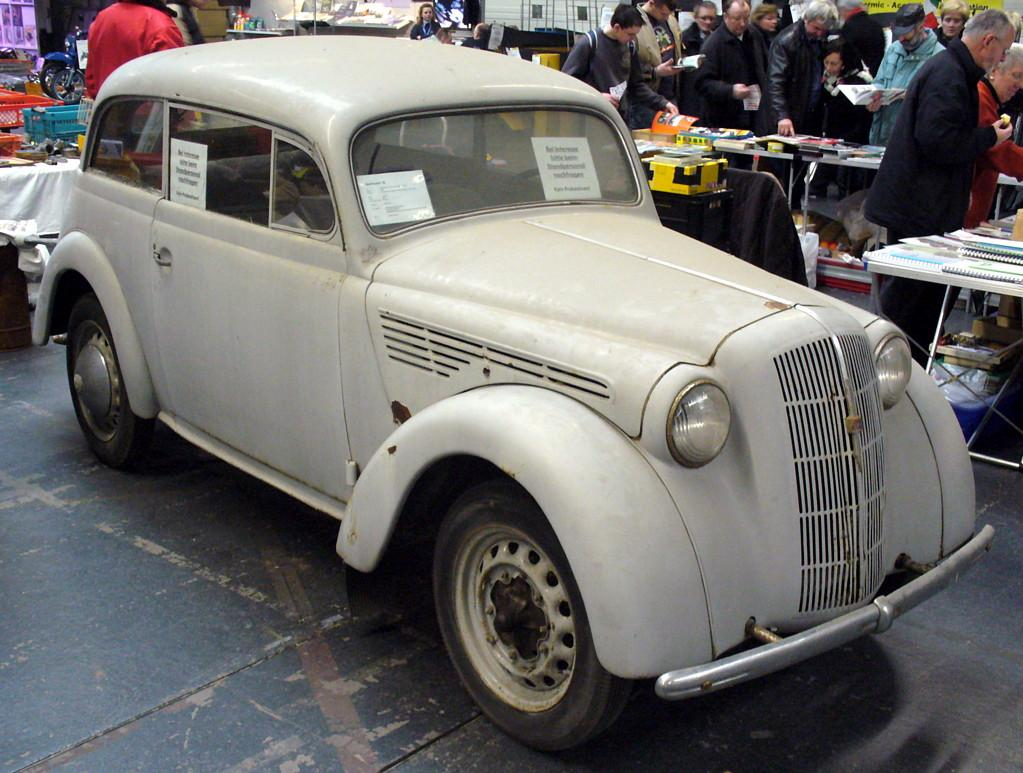
Opel Kadett ранней модели.
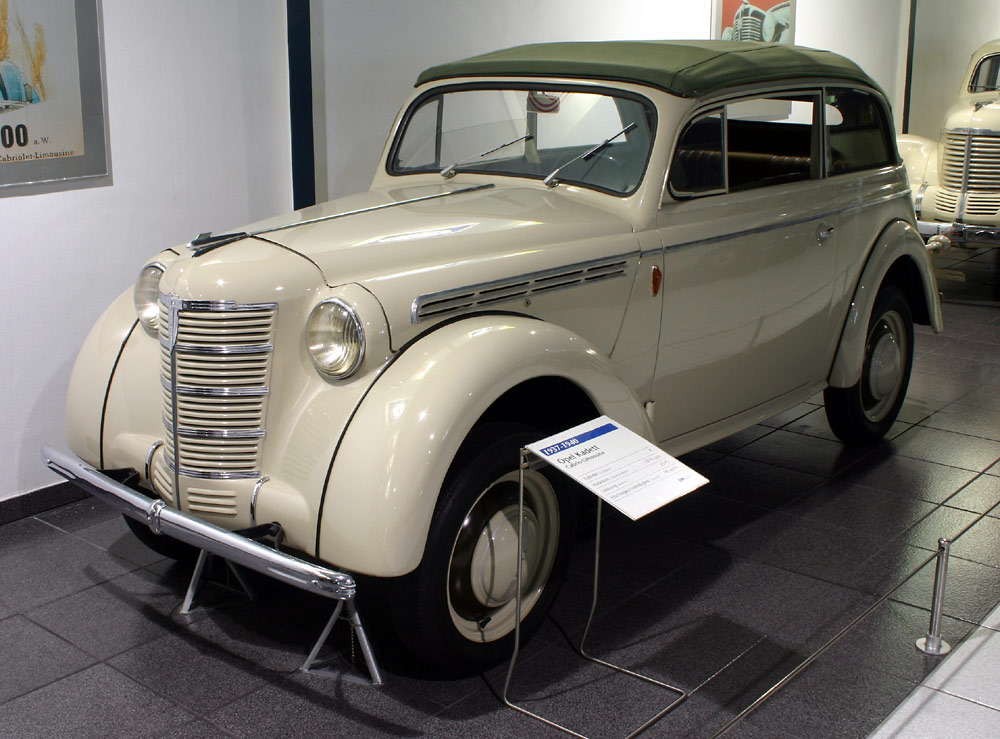
Opel Kadett К38 выпуска 1937—1940 годов.
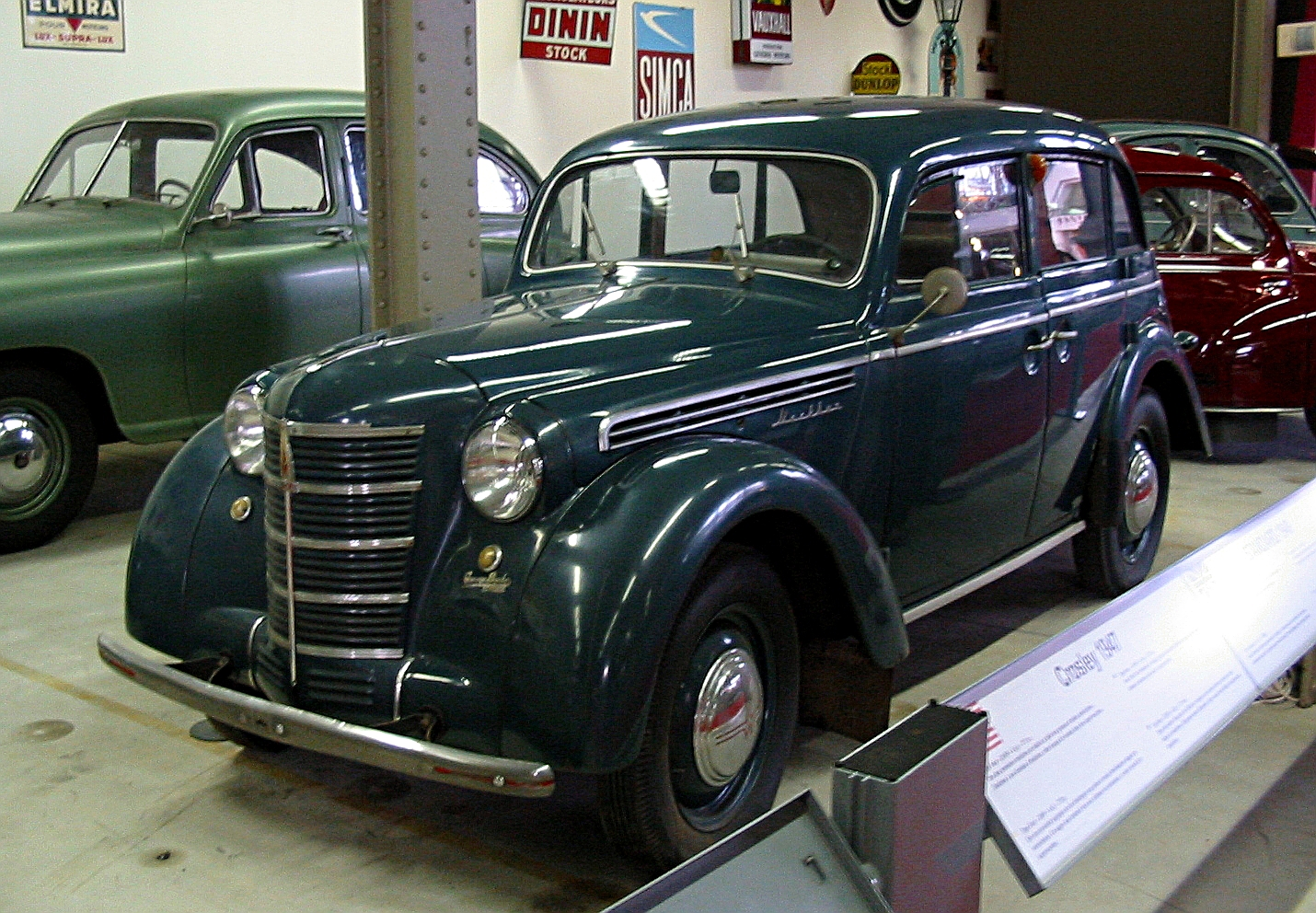
«Москвич-400».
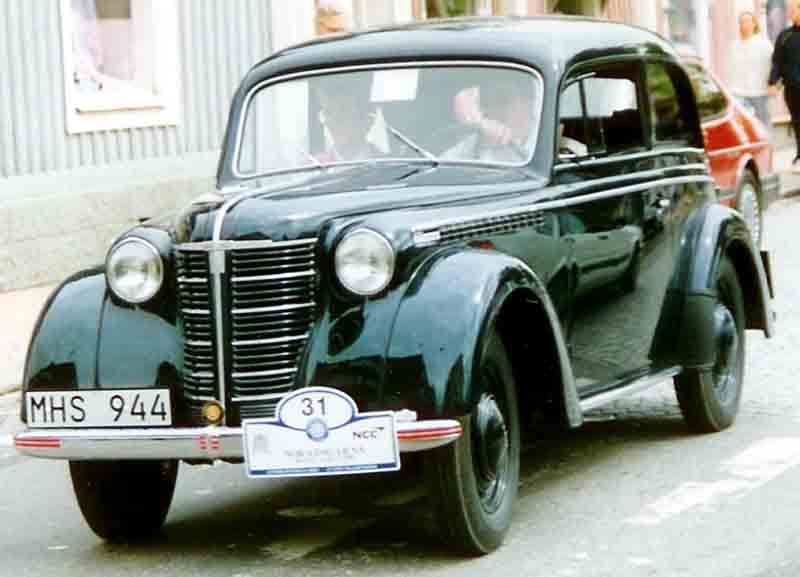
Opel Olympia довоенного выпуска
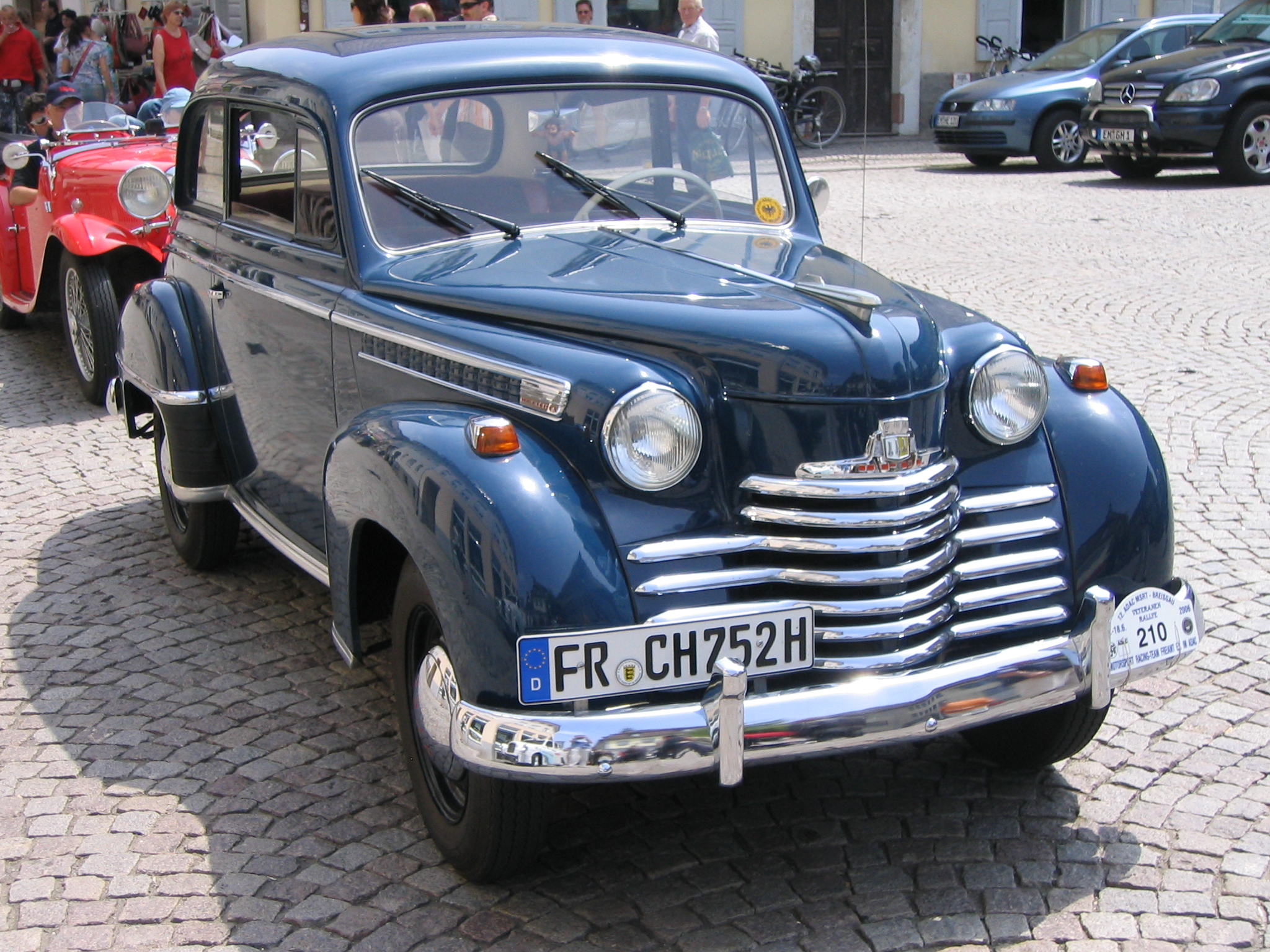
Opel Olympia послевоенного выпуска после рестайлинга 1950 года.
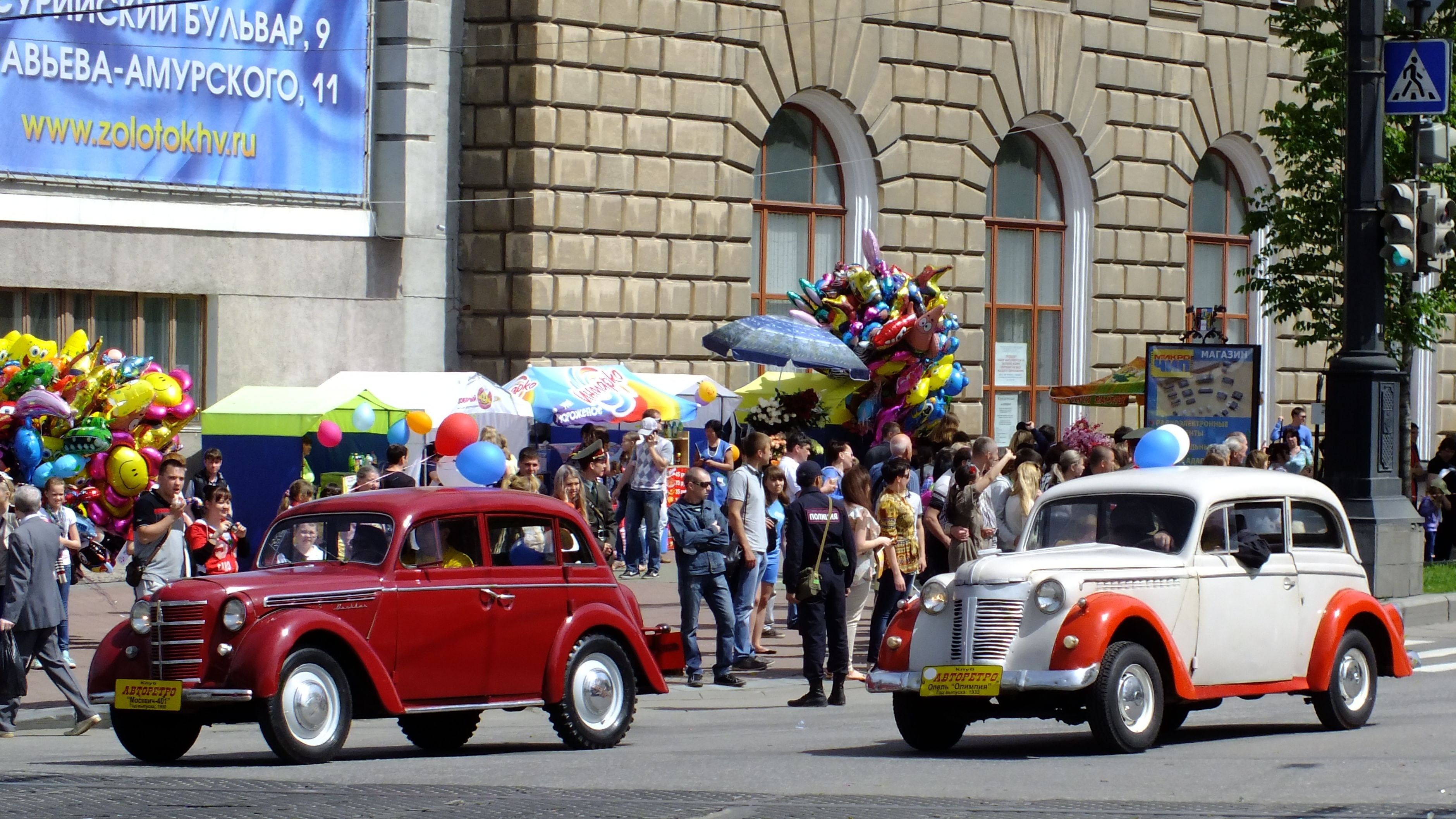
Москвич-401 и Opel Olympia.

Далее информация в источниках разнится. Некоторые из них, например Юрий Долматовский в книге «Мне нужен автомобиль», сообщают, что автомобиль выпускался полностью или практически полностью на оборудовании и по документации, вывезенным с завода «Опель» в Рюссельсхайме (к слову, находившегося в американской оккупационной зоне) и смонтированном в СССР.
Историк автомобилестроения Лев Шугуров сообщает в своей книге «Автомобили России и СССР», что техническая документация на автомобиль отсутствовала, и её пришлось воссоздавать по готовым образцам, а также отдельным сохранившимся элементам технологической оснастки — в первую очередь для изготовления дверей, наиболее сложного в производстве элемента кузова.
В воспоминаниях же некоторых работников завода, заставших подготовку выпуска первого «Москвича», например, Александра Фёдоровича Андронова (главный конструктор АЗЛК на протяжении многих лет с 1949 и до середины 1970-х годов), утверждается, что Отдел главного конструктора готовил чертежи самостоятельно, а производственную оснастку поставляли ГАЗ, ЗИС и другие советские предприятия.
В целом и общем, учитывая неразбериху последних военных и первых послевоенных лет, вполне можно допустить, что документация и часть оснастки для снятого с производства ещё в 1940 году автомобиля были так или иначе утрачены или уничтожены, тем более что завод в Рюссельхайме в годы войны выпускал детали авиамоторов и неоднократно подвергался бомбардировкам со стороны авиации Союзников.
Так или иначе, современные источники с опорой на весомые документальные доказательства восстанавливают события тех лет следующим образом.

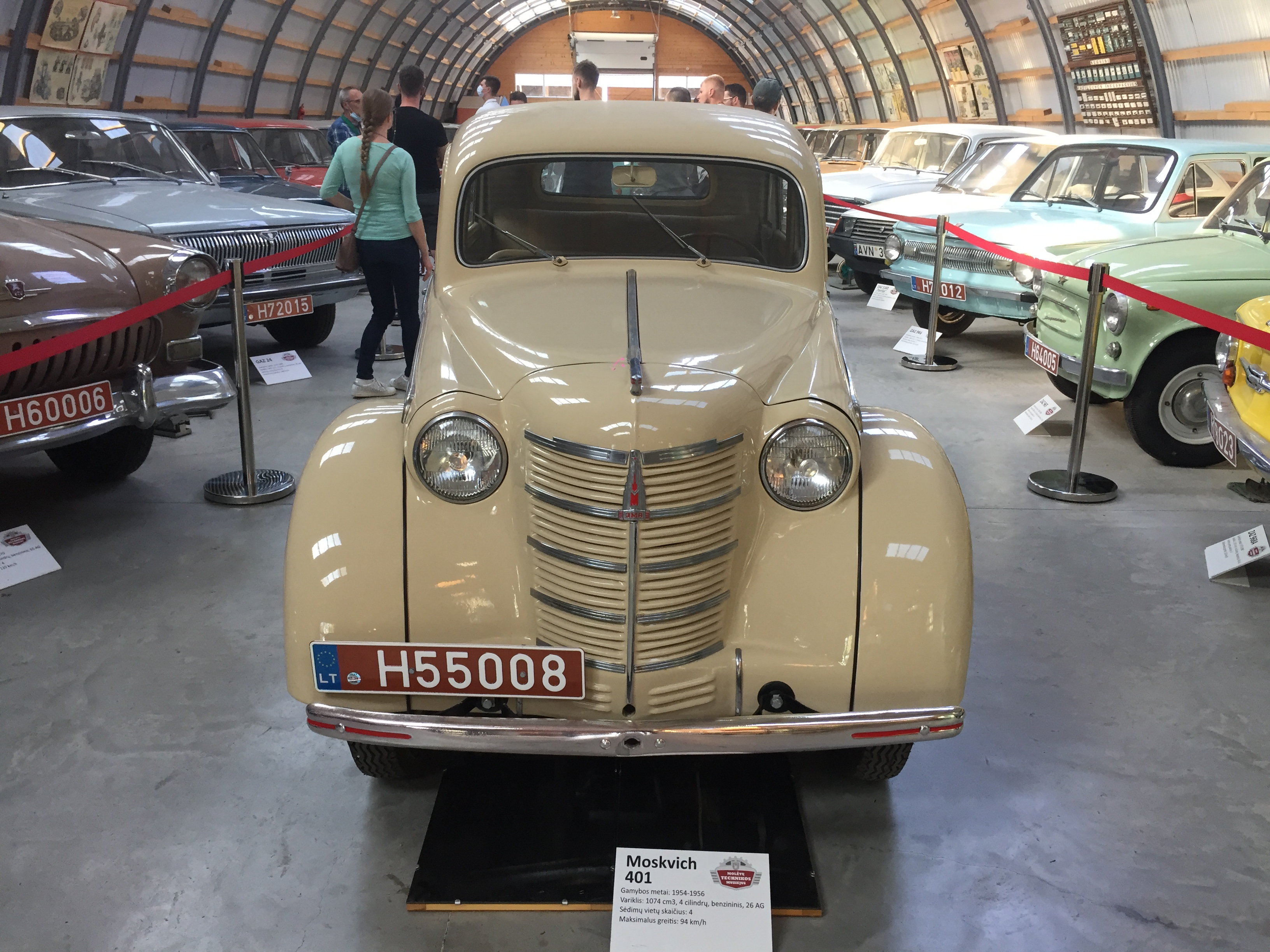
Москвич-401

После окончания войны завод Opel в Рюссельсхайме оказался в американской зоне оккупации. Однако по решению Берлинской конференции летом 1945 года Советский Союз в качестве части репараций получил право на четвёртую часть всего оставшегося на западе Германии промышленного оборудования, в том числе — и с завода Opel в Рюссельхайме.
Между тем, де-факто завод Opel к тому времени лежал в руинах: легковые автомобили там не выпускались с 1940 года ввиду загрузки военной продукцией, вроде авиамоторов для бомбардировщиков, а в августе 1944 года он был подвергнут масштабным бомбардировкам союзной авиации. В результате вывозить оттуда было практически нечего. Удалось разыскать лишь оснастку для изготовления некоторых узлов шасси и двухдверного варианта кузова. Правда, в данных источниках не встречается конкретных упоминаний о состоянии завода Ambi Budd Presswerke в Берлине, занимавшегося выпуском значительной части деталей для кузовов «Кадетов», однако, по имеющимся данным, тот также активно бомбился авиацией союзников.
Поэтому значительная часть утраченной документации и оснастки для производства была воссоздана заново, причём работы производились в Германии по заказу Советской военной администрации (СВАГ) силами смешанных трудовых коллективов, состоявших из откомандированных советских и вольнонаёмных немецких специалистов, работавших в созданных после войны конструкторских бюро.
Кузов воссоздавало КБ в городе Шварценберге, в котором работали 83 немецких специалиста под руководством советского инженера О. В. Дыбова. В нём и были в 1945—1946 годах воссозданы чертежи и документация, по которым на мощностях бывшего кузовного ателье ESEM были воссозданы деревянная мастер-модель и шаблоны для изготовления штампов. Работы же над воссозданием силового агрегата велись в Берлине, также немецкими специалистами в количестве более 180 (в том числе — шесть профессоров) под руководством профессора МАМИ В. И. Сороко-Новицкого. Варианты с деревянными кузовами «фургон» и «универсал» разрабатывались в КБ на базе бывших заводов фирмы Auto Union в Хемнице, Чопау и Цвиккау, до войны выпускавших деревянные кузова для автомобилей DKW и имевших большой опыт в их проектировании и изготовлении.
На основе полученной из Германии документации на ЗИСе были изготовлены штампы и пресс-формы для выпуска будущего «Москвича», там же впоследствии был налажен выпуск кузовных деталей и сварка кузовов.
Таким образом, согласно этой версии, хотя по конструкции «Москвич» и представлял собой копию довоенного «Кадета», он был спроектирован в значительной степени заново и не был связан с «Опелем» прямой технологической преемственностью, выпускаясь по большей части на новой производственной оснастке, созданной для него после войны взамен утраченной оригинальной. Впоследствии задействованные в воссоздании автомобиля КБ были расформированы, а информация о них не появлялась в печати вплоть до самого недавнего времени.
На Западе производство «Кадета» возобновлено после войны не было, но выпускалась его более дорогая и совершенная версия — Opel Olympia OL38. Таким образом, предположительно, на неё документация и оборудование всё же сохранились, либо также были частично воссозданы (эта задача была существенно проще с учётом того, что самому «Опелю» были доступны оригиналы производственной документации, хранившиеся в США головным филиалом General Motors).
Кроме того, ещё до войны во Франции на основе моделей Kadett и Olympia, хотя и с меньшим объёмом заимствований, был создан свой вариант автомобиля — Renault Juvaquatre, выпускавшаяся с перерывом в 1937—1960 годах. Уже после начала его производства Renault, оказавшись под давлением немецко-американской фирмы Ambi-Budd, разработавшей конструкцию кузова «Кадета» и задействованной в его выпуске, а также опасаясь потерять выгодный рынок Германии, был вынужден выплатить крупную сумму за такое использование чужой интеллектуальной собственности, хотя бывших в то время весьма либеральными в области авторского права французских законов, под юрисдикцией которых она находилась, фирма и не нарушала.
4 декабря 1946 года, через полтора года после начала подготовки производства, Завод малолитражных автомобилей (ЗМА, так после войны был переименован бывший КИМ) выпустил первый экземпляр новой модели, получившей название «Москвич-400». Или, если полностью следовать «фордовской» номенклатуре легковушек тех лет, — «Москвич-400-420»: первым шёл номер шасси и двигателя, вторым — кузова. Автомобиль не был точной копией довоенного «Кадета» — так, у него отсутствовали устанавливавшиеся на «Опели» семафорные указатели поворотов на центральных стойках кузова, существенно отличалась и вновь воссозданная в расчёте на отечественные аналоги материалов технология изготовления всех узлов. До сих пор вызывает большие споры у историков вопрос о том, использовались ли при комплектации первых «Москвичей» готовые детали, поставлявшиеся из Германии (из старых заделов «Опеля» либо произведённые предприятиями, находящимися в советской оккупационной зоне) — однозначного ответа на него не существует.

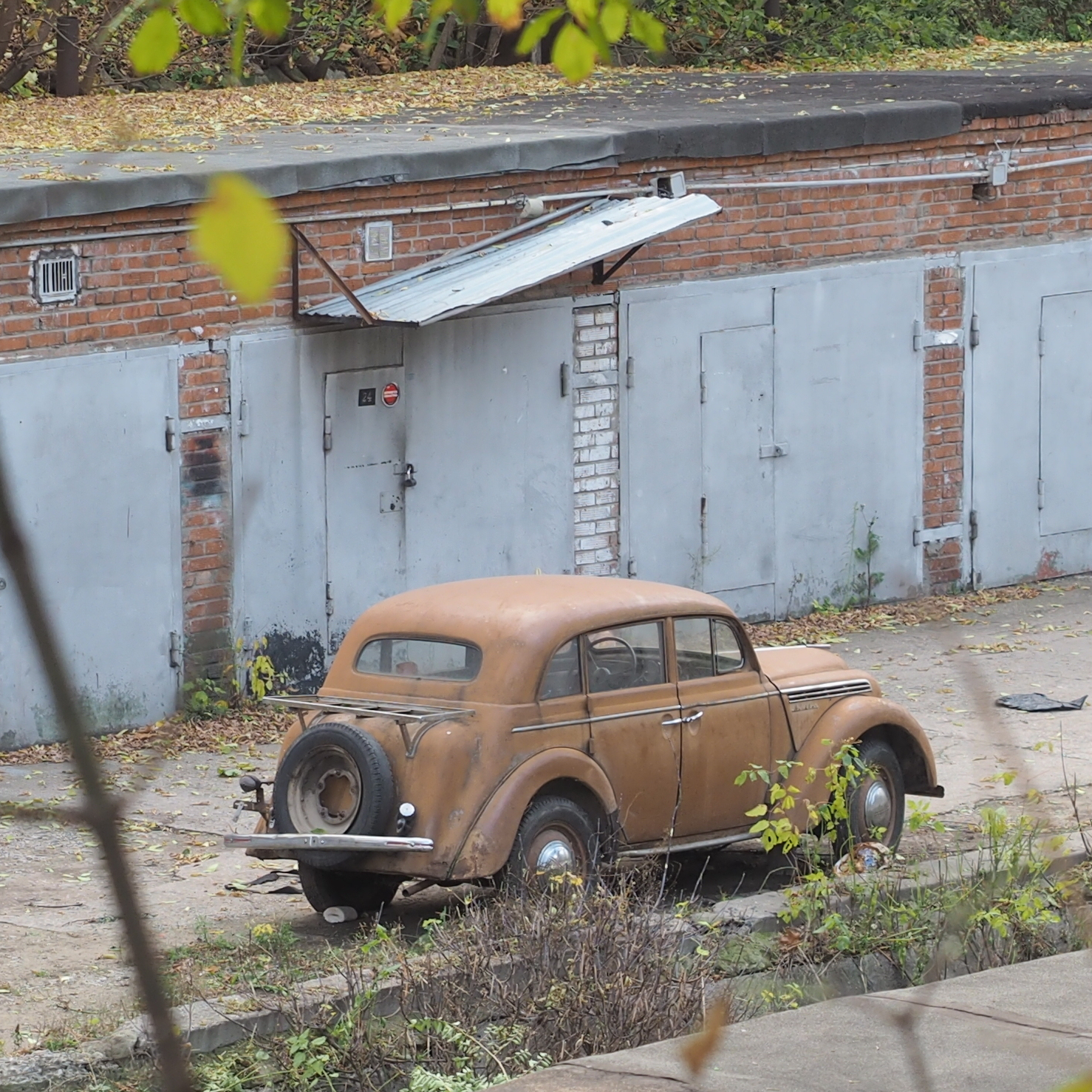
Вид на неотреставрированный Москвич сзади

В те годы этот автомобиль, как правило, называли просто «Москвичом», так как других «Москвичей» тогда ещё не было. Вскоре после седана появились деревянные фургоны «Москвич-400-422» (1949—1956), кабриолеты «Москвич-400-420А» (1949—1952) и шасси с кабиной «Москвич-400-420К» (1954), на которые устанавливались разнообразные грузовые кузова, изготовленные кузовным заводом Минпищепрома в Москве.
Государственные приёмочные испытания автомобиль прошёл «задним числом» — лишь в 1949 году, уже в ходе своего серийного производства.
В 1947 году к 800-летию Москвы ЗМА выпустил «юбилейную» партию автомобилей, имевших на левой боковинке капота памятный знак в виде миниатюрного древнерусского щита. Существовала и медицинская версия 420М, которая отличалась фарой над ветровым стеклом, моющейся обивкой салона и набором медицинского оборудования внутри.

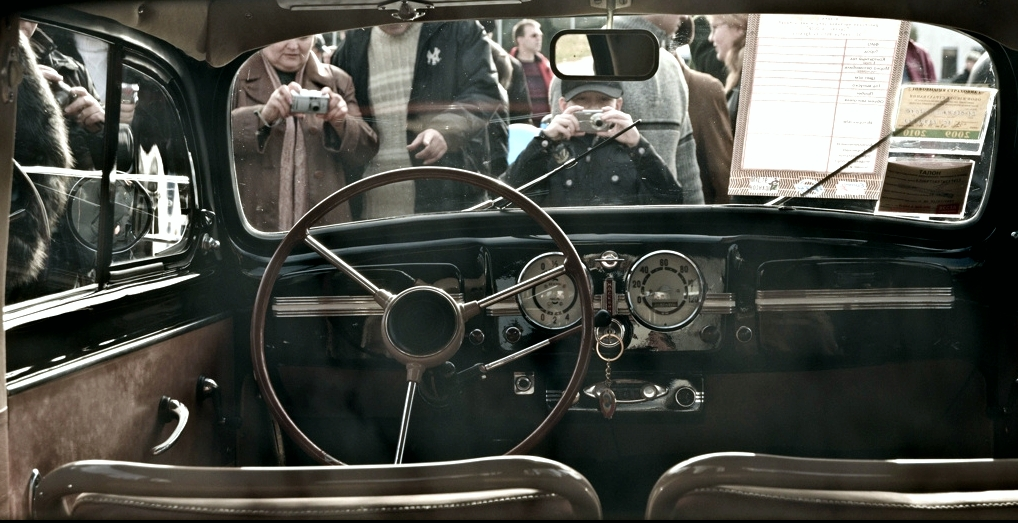
Салон, рычаг КПП — на рулевой колонке.

В мае 1951 года появилась модернизированная коробка передач, с синхронизаторами на II—III передачах и более удобным рычагом переключения на рулевой колонке. В 1954 появилась более мощная модель двигателя — 401 (26 л. с.). Соответственно, изменилось обозначение автомобиля — теперь базовый седан назывался «Москвич-401-420».
Производство «Москвичей» быстро росло: 10-тысячный автомобиль сошёл с конвейера в 1950 году, а вскоре оно уже достигло годового объёма 35 000 — 50 000 штук. Автомобили поступали в продажу по цене 8000 рублей («Москвич-401» — 9000; «Победа» М-20 стоила 16 000, ЗИМ ГАЗ-12 — 40 000 рублей; средняя зарплата в народном хозяйстве СССР в 1950 году составляла 601 рубль). Изначально модель не пользовалась популярностью, в первую очередь из-за послевоенной разрухи, но уже в начале 1950-х годов спрос на легковые автомобили существенно вырос, так что к середине десятилетия в крупных городах на «Москвичи» и «Победы» уже образовались очереди из желающих их приобрести («ЗИМ» не пользовался спросом из-за исключительно высокой цены, и хотя из-за этого он и находился в свободной продаже, реально продано этих автомобилей в личное пользование было очень мало).

## Основные модификации

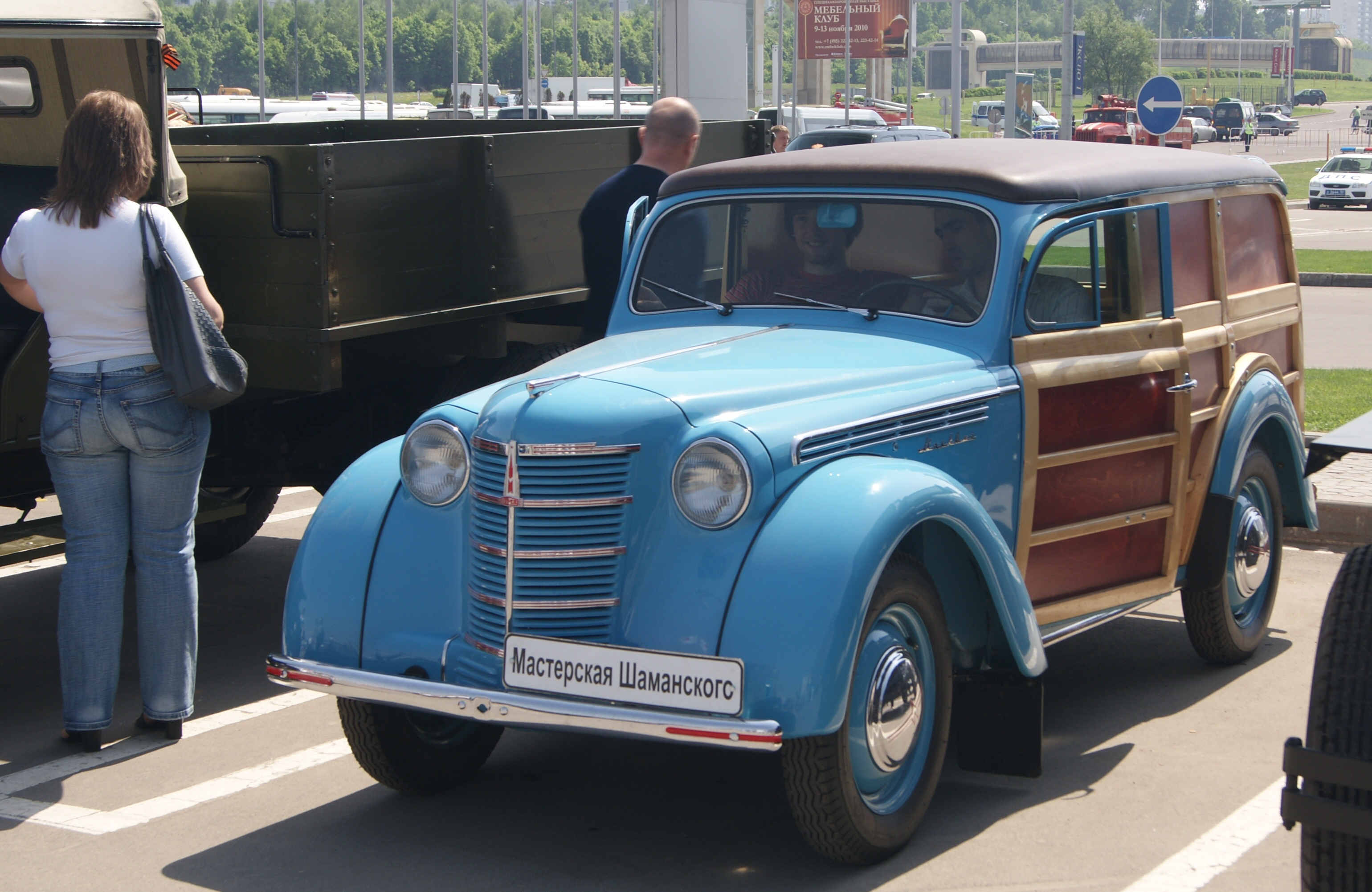
Отреставрированный деревянный фургон 400—422.

- МЗМА-400-420 (1946—1954) — четырёхдверный седан (басл-бэк)[2];
- МЗМА-400-420А (1949—1954) — четырёхдверный кабриоседан (кузов с открытым верхом, но сохраняющий боковины и рамки дверей со стёклами);
- МЗМА-400-420Б — модель с ручным управлением для инвалидов;
- МЗМА-400-422 (1948—1956) — фургон с деревянным каркасом кузова;
- МЗМА-400-420К — шасси для установки изотермических кузовов различной конструкции;
- МЗМА-400-420М — для медицинской помощи на дому, от 400—420 отличался только опознавательными знаками;

- МЗМА-401-420 (1954—1956) — модернизированный седан;
- МЗМА-401-420Б — модернизированная инвалидная модификация седана;
- МЗМА-401-422 (1954—1956) — модернизированный деревометаллический фургон[11];
- АПА — 7

Всего выпущено: 216 006 седанов, 17 742 кабриолета, 11 129 фургонов, соответственно 422 и 2562 пикапов и фургонов 420Б.

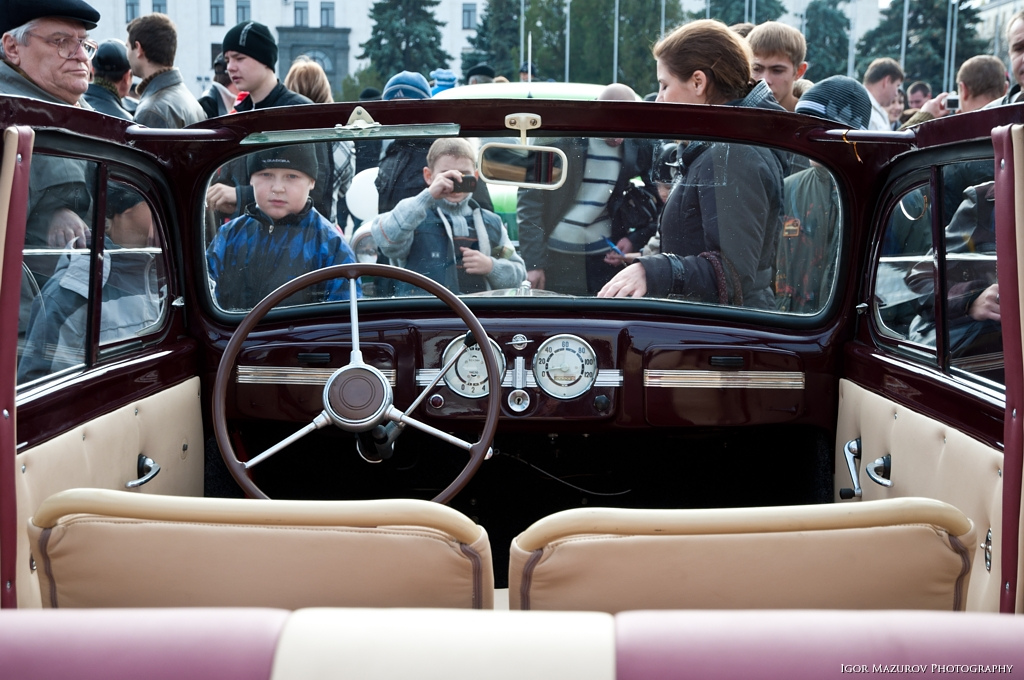
Салон кабриолимузина 400—420А. Видны сохраняющиеся боковины крыши и рамки дверей.

Любопытно, что на базе первого «Москвича» одно время выпускались кабриолимузины[прояснить] — по немецкому образцу, там такие кузова пользовались в довоенные годы популярностью и имелись в модельных рядах многих производителей, в том числе — и «Опеля», а после войны нередко выпускались в виде конверсий серийных автомобилей силами небольших кузовных ателье. Правда, оригинальный кабриолимузин Opel Kadett имел две двери, а советский был спроектирован заново уже на базе четырёхдверного седана.
Однако, даже несмотря на предпринятое для стимулирования спроса беспрецедентное для послевоенных лет снижение розничной стоимости открытого кузова по сравнению с закрытым (на самом деле кабриолет на базе закрытого автомобиля, тем более — с несущим кузовом, обходится в производстве намного дороже, и поэтому стоимость таких автомобилей всегда выше, чем у аналогичных с закрытым кузовом), советские автомобилисты не спешили приобретать кабриолеты ввиду их явной непрактичности в климате большей части страны — относительно велик спрос на них был лишь в южных республиках Союза.
Многие кабриолеты были впоследствии переделаны в обычные закрытые кузова путём приваривания крыши. Удивительно, но в последние годы наблюдается строго противоположная тенденция — у сохранившихся обычных «Москвичей» нечестные торговцы спиливают крыши, чтобы выдать их за уцелевшие кабриолимузины. На самом деле же, в настоящее время комплектных заводских кабриолетов «Москвич» по всему миру насчитываются единицы.
В СССР использование дерева в конструкции легкового автомобиля рассматривалось исключительно в качестве временной меры, связанной с нехваткой стального проката в первое послевоенное десятилетие. Как следствие, кузов автомобиля имел сугубо утилитарную конструкцию и отделку, а сам «Москвич-401-422» в основном эксплуатировался в качестве развозного фургона различными торговыми организациями. Причём выпускался он в двух модификациях с одинаковым индексом. Первым вариантом был фургон «общего пользования», к особенностям которого можно отнести остеклённые створки задних дверей, наличие только нижней половины перегородки в салоне и расположение запасного колеса под полом грузового отсека. Второй вариант предназначался для перевозки хлеба, скоропортящихся продуктов и медикаментов. Запасное колесо у него находилось в кабине, за спинкой пассажирского сиденья, была перегородка высотой до потолка и неостеклённые задние створки.

### Опытные варианты
- МЗМА-400-421 (1948—1950) — универсал, изготовлено несколько опытных экземпляров.
- МЗМА-Э403-424 (1949—1950) — экспериментальный седан, построен небольшой опытной партией. Отличался изменённым оформлением, капотом аллигаторного типа, установлен двигатель «Москвич-403» (не путать с серийным «Москвичом-403» конца 1950-х — начала 1960-х годов).
- Пикап — вскоре после выпуска 400-го семейства непосредственно на МЗМА, возможно, на шасси «Москвич-400-420К» было изготовлено несколько вариантов пикапов (существовало не менее трех разновидностей, в том числе одна, предназначенная для работы с прицепом). Однако в серию он не пошёл. По некоторым сведениям, эта модель должна была получить индекс «420Б», но, ввиду отказа от планов её серийного производства, индекс «Б» впоследствии был присвоен модификации с ручным управлением.

### План осовременивания (рестайлинга): 1946 г.

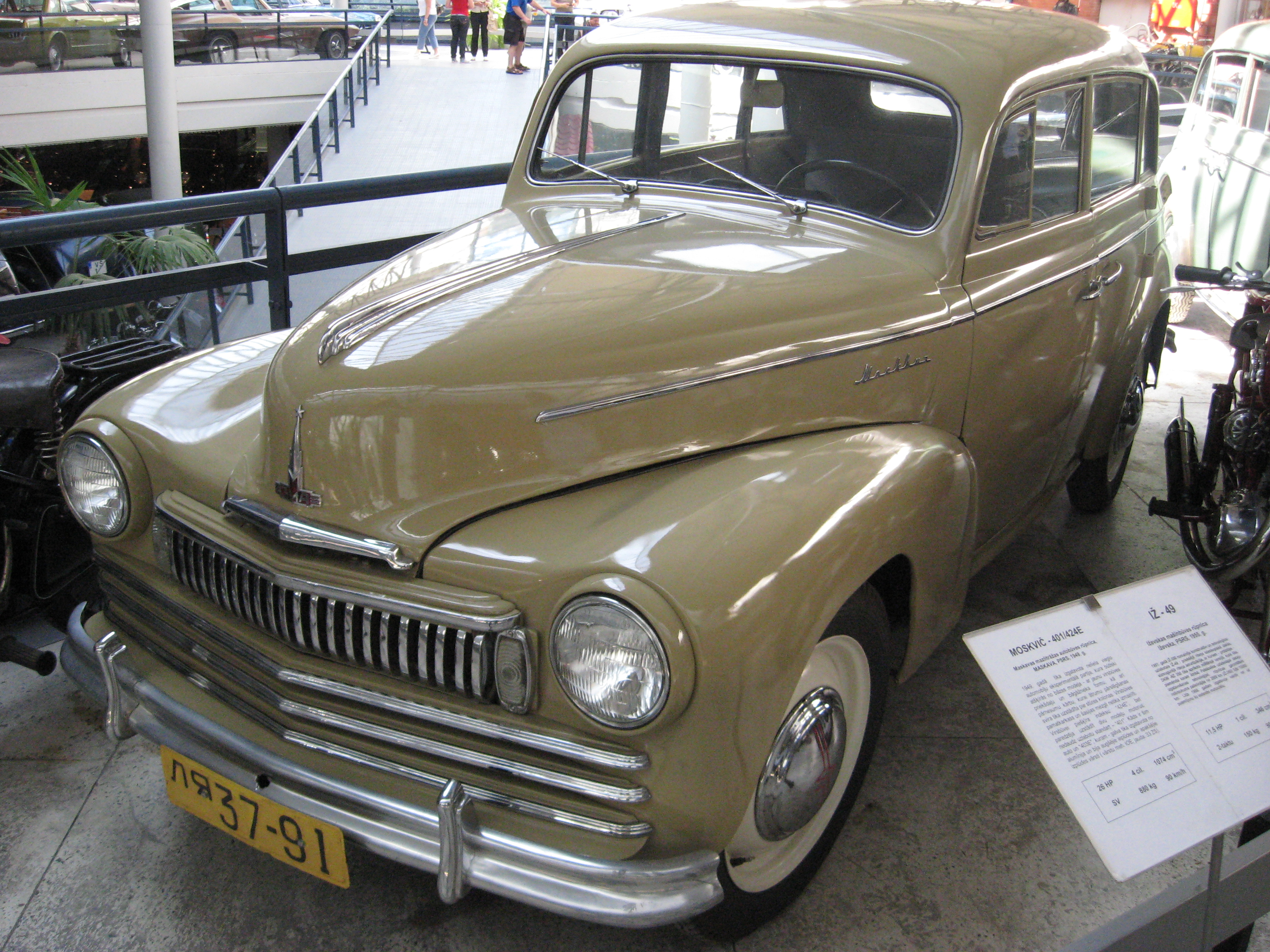
Экспериментальный вариант модернизации

Устаревший в 1940-х годах конструктив полученного по итогам Великой Отечественной войны автомобиля, относящийся к 1930-м годам и являющийся современником кузовов М-1 и ЗИС-101 вызвал у завода желание о модернизации данного кузова и технической части в соответствии с нормами 1940-х годов, образчиками которых были ЗИС-110, М-20 и ГАЗ-12. Видоизменённый автомобиль появился к концу 1940-х годов и получил индексы 401—423 и 401—424. Ввиду приближения очередного нового конструктива, уже 1950-х годов, данная задумка утрачивала смысл и была логичным образом отменена в пользу создания современного кузова — Москвич-402.

## Технические характеристики
«МЗМА-400/420» и «МЗМА-401/420» (данные для «МЗМА-401» даны в скобках)
Несущий кузов, 4 × 2: 4-местный 4-дверный седан 420, 4-дверный кабриолет 420А, 3-дверный деревянный фургон 422, 2-дверный пикап 420Б, 2-дверный цельнометаллический фургон 420Б, 2-дверный фургон с отдельным кузовом 420Б (как ИЖ-2715), санитарный 420М, аэродромный пусковой двигатель АПА-7 (шасси 400-420Э), экспериментальный 5-дверный деревянный универсал 421.

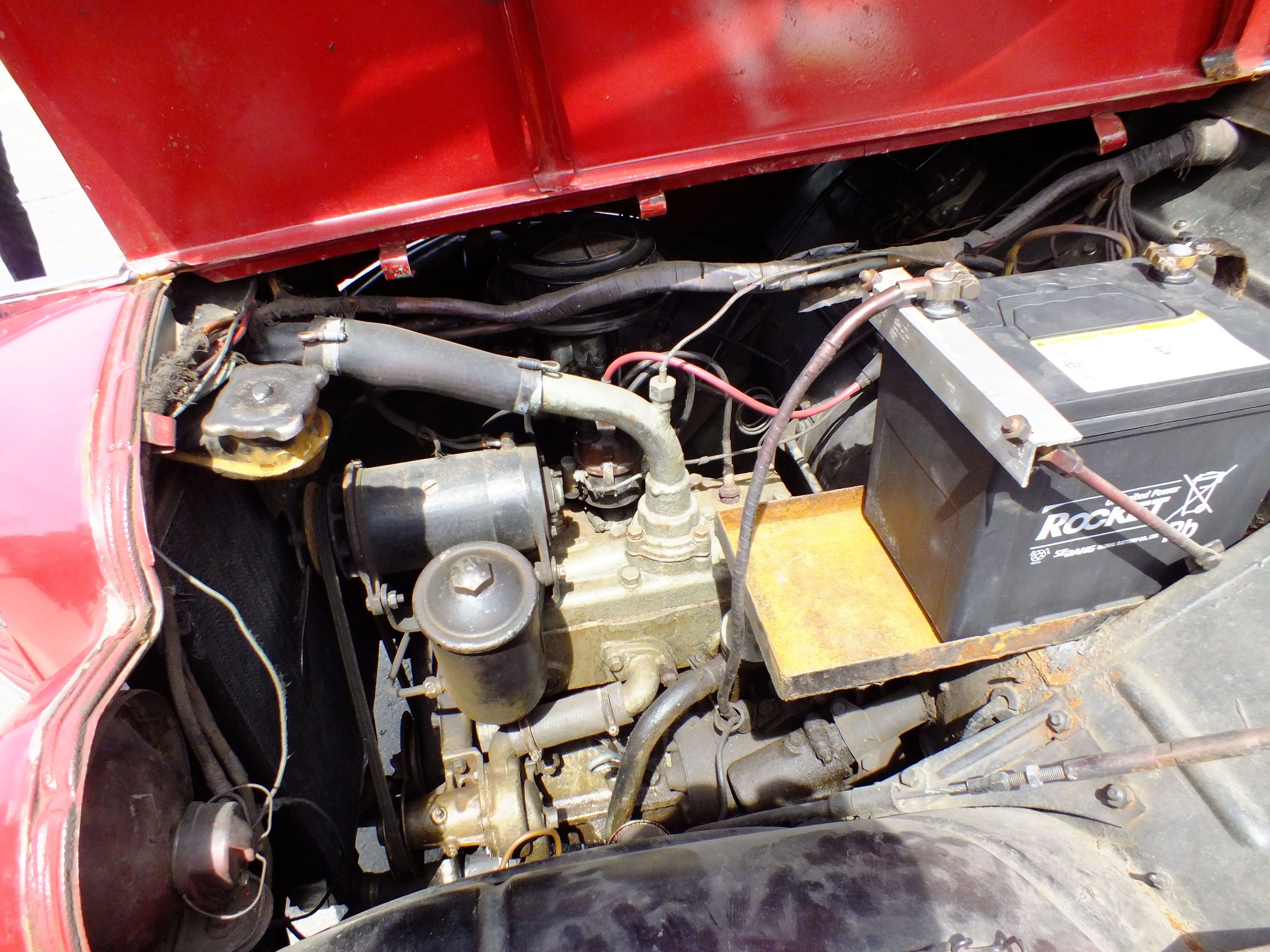
Двигатель автомобиля «Москвич-401»

Электрооборудование:
Аккумуляторная батарея: 3-СТЭ-65, 6 В, ёмкость батареи — 65 Ач.
Тип и мощность генератора: Г28, 100 Вт.
Тип и мощность стартера: СТ-28; 0,6 л. с.
Свечи зажигания: НА-11/10А, СП. М14×1,25; зазор между электродами: 0,60 — 0,70 мм.
Схождение колёс: 1,5-2,5 мм; развал колёс: 42'; угол наклона поворотного шкворня вбок: 7°; вперёд: 0°.
Радиус поворота: 6,00 м.
Углы въезда: передний 35°, задний — 23°.
Сцепление: сухое однодисковое. Свободный ход педали сцепления: 18-24 мм.
Передняя подвеска: типа «Дюбонне», независимая, шкворневая, 2 гидравлических амортизатора одностороннего действия.
Задняя подвеска: на двух продольных полуэллиптических рессорах, 2 гидравлических амортизатора одностороннего действия.
Гидравлические колодочные тормоза на все колёса.
Размер шин: 4,50-16 или 5,00-16 дюймов.
Давление в шинах (кг/см2): передних — 2,00 или 1,75, задних — 2,30 или 2,00.
Зазор между толкателем и стержнем клапана: впускного — 0,15 — 0,17 мм, выпускного — 0,20 — 0,22 мм.
Ёмкость системы охлаждения: 6,0 л.
Ёмкость масляных картеров: двигатель — 2,7 л (с масляным фильтром — 3,3 л); коробка передач — 0,4 л; задний мост — 0,9 л.

## Москвич 400 в искусстве
- Машина фигурирует в ироническом стихотворении Самуила Маршака «Меры веса» (1954), в которой символизирует невысокий статус советского писателя:

Писательский вес по машинам

Они измеряли в беседе:

Гений — на ЗИМе длинном,

Просто талант — на «Победе»,

А кто не сумел достичь

В искусстве особых успехов,

Покупает машину «Москвич»

Или ходит пешком. Как Чехов.

- Подобная градация автомобилей, согласно статусу их владельца, в которой «Москвич» занимает последнее место, упоминается в стихотворении Сергея Михалкова «Смена»:

В «ЗИЛе-110», в машине зелёной,
Рядом с водителем — старый учёный.
В «Чайке» — седой генерал-лейтенант,
Рядом с шофёром — его адъютант.
В бежевой «Волге» — шахтёр из Донбасса,
Знатный забойщик высокого класса.
В серой «Победе» — известный скрипач
И в «Москвиче» — врач.

- Москвич-400-420А снят в фильме «Осторожно, бабушка!»